# Yangjin Luma
Yangjin Luma is een Tibetaanse zangeres. Ze is geboren in de Tibetaanse autonome arrondissement Tianzhu (天祝) in de Chinese provincie Gansu en is Mahayana-boeddhist. Ze maakte in 2000 haar eerste liedjes in de zanggroep "Tibetaanse zusters". De groep bestond uit haar oudere en jongere zussen. Ze hebben meer dan honderd optredens gedaan en kwamen regelmatig op de Chinese staatstelevisie China Central Television. Zo ook in het CCTV Chinees nieuwjaarsprogramma van 2000, waar wel vierhonderd miljoen mensen naar keken.
Haar liedjes zijn meestal gezongen in het Tibetaans, daarnaast zingt ze ook Standaardmandarijnse liedjes. Ook zijn er liedjes waarin ze allebei de talen zingt. Ze zingt om de Tibetaanse cultuur te verspreiden over China en de rest van de wereld. De laatste jaren houdt zij zich vooral bezig met boeddhistisch-religieuze liederen in plaats van Tibetaanse volksmuziek.
Yangjin Luma is populair in de Chinese popmuziek en wordt geplaatst in de categorieën Tibetaanse muziek en New age.
Voordat ze zangeres was, heeft ze in 1996 met anderen het grootste Tibetaanse pharmaceutische bedrijf in China opgezet dat gespecialiseerd is in de Tibetaanse geneeskunde.
In 2002 trouwde ze met Chen Yuting, de oudste zoon van Chen Lü'an (een van de vier partijhogeren in de Kwomintang). Het huwelijk vond plaats in de Chinese hoofdstad Peking. Haar echtgenoot was voor zijn huwelijk een korte periode bhikkhu geweest.